# Lufttüchtigkeitsanweisung
Eine Lufttüchtigkeitsanweisung (LTA), englisch airworthiness directive (AD), enthält eine Liste mit durchzuführenden Maßnahmen, wenn sich nach Zulassung eines Luftfahrtgerätes dessen Mangelhaftigkeit herausstellt und dadurch die Lufttüchtigkeit eingeschränkt ist.

## Zweck
Die aufgeführten Maßnahmen sollen die Lufttüchtigkeit wiederherstellen und können Inspektionen, Reparaturen etc. umfassen. Zu diesem Zweck erstellt der Halter der Musterzulassung ein Sicherheitsbulletin (service bulletin), welches die zu treffenden Maßnahmen beschreibt. Erst wenn die angeordneten Maßnahmen vorschriftsgemäß durchgeführt worden sind, darf das betroffene Luftfahrtgerät wieder in Betrieb genommen werden. 
Die Lufttüchtigkeitsanweisung wird üblicherweise von der zertifizierenden Stelle verfasst und in den Nachrichten für Luftfahrer oder in der Informationsschrift des Beauftragten bekannt gegeben. Außerdem werden sie auf den Homepages der Luftaufsichtsbehörden veröffentlicht.

## Situation in Deutschland
In Deutschland werden LTAs vom Luftfahrt-Bundesamt in den Nachrichten für Luftfahrer oder in der Informationsschrift des Beauftragten veröffentlicht (§ 14 LuftBO).

## Situation in anderen Ländern
In den Vereinigten Staaten ist die Federal Aviation Administration für die Veröffentlichung von Lufttüchtigkeitsanweisungen zuständig und in Kanada das Ministerium für Verkehrswesen, Transport Canada.
In Österreich ist die Austro Control Österreichische Gesellschaft für Zivilluftfahrt mit beschränkter Haftung (kurz ACG) für die Veröffentlichung von Lufttüchtigkeitsanweisungen zuständig, sofern sie auch die zuständige Musterbehörde ist, in der Schweizerischen Eidgenossenschaft ist dies das Bundesamt für Zivilluftfahrt (kurz BAZL, FR: Office fédéral de l'aviation civile - OFAC, IT: Ufficio federale dell'aviazione civile - UFAC).